# Dreamcatcher World Tour: Fly High
Dreamcatcher 1st World Tour: Fly High es el nombre de la primera gira mundial de conciertos del grupo surcoreano Dreamcatcher, la cual recorrió Asia, América del Sur y Europa en 14 fechas. Comenzó en el BigCat Shinsaibashi Livehouse de Osaka, Japón, el 30 de septiembre de 2017 y finalizó en Le Trianon de París, Francia, el 25 de febrero de 2018. La gira sirvió para promocionar los dos primeros álbumes sencillos de la banda, Nightmare (2017) y Fall Asleep in the Mirror (2017), y su primer miniálbum, Prequel (2017).

## Antecedentes
El 1 de agosto de 2017, Happy Face Entertainment, agencia discográfica de Dreamcatcher, informó que tras el término de las promociones de su primer miniálbum, Prequel, el grupo realizaría su primera gira mundial. «Gracias al amor y la atención que le han dado a Dreamcatcher, serán capaces de dar el gran paso de ir a una gira mundial. Tanto Dreamcatcher como Happy Face Entertainment pagarán el amor con el mejor contenido, así que por favor manténganse atentos a nosotros», señaló la agencia.
En septiembre y octubre de 2017, el grupo realizó sus primeras dos presentaciones en Japón, siendo Osaka y Tokio las ciudades escogidas para el inicio de su gira.
El 3 de octubre de 2017, Happy Face Entertainment anunció la participación de Dreamcatcher en el programa de supervivencia del canal JTBC, Mix Nine, sin embargo, el 10 de diciembre, la agencia anunció que todas las miembros que participaban en el programa se irían debido a un conflicto de agenda con su próxima gira por Brasil. Del 1 al 9 de diciembre de 2017, Dreamcatcher realizó su primera visita a Brasil como parte de la gira mundial. Los 1,600 asientos para los eventos de firmas de fans en las cuatro ciudades brasileñas en donde se presentarían, se agotaron en diez minutos.
El 8 de diciembre de 2017, Dreamcatcher anunció la continuación de su gira con siete paradas en Europa, en febrero de 2018, donde incluían Reino Unido, Portugal, España, Países Bajos, Alemania, Polonia y Francia. En este último país, Dreamcatcher marcó el precedente de ser el primer grupo femenino de K-Pop que ofrecía un concierto en solitario en París.

## Lista de canciones
| Asia - Etapa I |
| --- |
| 1. «Fly High» 2. «Chase Me» 3. «It's Okay!» 4. «Lullaby» 5. «Sleep Walking» 6. «Lucky Strike» (cover de Maroon 5) 7. «Into the New World» (cover de Girls' Generation) 8. «明日は来るから» (cover de Tohoshinki) (Yoohyeon, Gahyeon, Dami, SuA) 9. «瞳を閉じて» (cover de Ayaka) (Yoohyeon, Gahyeon, Dami, SuA) 10. «Sakurairo Maukoro» (cover de Mika Nakashima) (Siyeon, Handong, JiU) 11. «Every Heart» (cover de BoA) (Siyeon, Handong, JiU) 12. «Emotion» Encore 1. «Regret of the Times» (cover de Seo Taiji and Boys) 2. «Good Night» |

| América del Sur - Etapa II |
| --- |
| 1. «Chase Me» 2. «Sleep Walking» 3. «It's Okay!» 4. «Just Give Me a Reason» (cover de Pink) 5. «Sunday Morning» (cover de Maroon 5) 6. «We Are Never Ever Getting Back Together» (cover de Taylor Swift) 7. «Into the New World» (cover de Girls' Generation) 8. «Lucky Strike» (cover de Maroon 5) 9. «Believer» (cover de baile de Imagine Dragons) 10. «Emotion» 11. «Full Moon» 12. «Fly High» Encore 1. «Good Night» 2. «Regret of the Times» (cover de Seo Taiji and Boys) |

| Europa - Etapa III |
| --- |
| 1. «Chase Me» 2. «Sleep Walking» 3. «It's Okay!» 4. «Just Give Me a Reason» (cover de Pink) 5. «Sunday Morning» (cover de Maroon 5) 6. «We Are Never Ever Getting Back Together» (cover de Taylor Swift) 7. «Into the New World» (cover de Girls' Generation) 8. «Lucky Strike» (cover de Maroon 5) 9. «Believer» (cover de baile de Imagine Dragons) 10. «Emotion» 11. «Full Moon» 12. «Fly High» Encore 1. «Good Night» 2. «Regret of the Times» (cover de Seo Taiji and Boys) |

## Fechas
| Fecha                      | Ciudad         | País         | Recinto                       | Asistencia | Recaudación |
| -------------------------- | -------------- | ------------ | ----------------------------- | ---------- | ----------- |
| Asia - Etapa I             |                |              |                               |            |             |
| 30 de septiembre de 2017   | Osaka          | Japón        | BigCat Shinsaibashi Livehouse | -          | -           |
| 9 de octubre de 2017       | Tokio          | Japón        | Harajuku Quest Hall           | -          | -           |
| América del Sur - Etapa II |                |              |                               |            |             |
| 1 de diciembre de 2017     | Recife         | Brasil       | Hotel Jangadeiro              | -          | -           |
| 3 de diciembre de 2017     | Río de Janeiro | Brasil       | Maison De France              | -          | -           |
| 5 de diciembre de 2017     | Brasilia       | Brasil       | Hotel Mercure Lider           | -          | -           |
| 8 de diciembre de 2017     | São Paulo      | Brasil       | Teatro Ressurreição           | -          | -           |
| 9 de diciembre de 2017     | São Paulo      | Brasil       | Tropical Butantã              | -          | -           |
| Europa - Etapa III         |                |              |                               |            |             |
| 14 de febrero de 2018      | Londres        | Reino Unido  | ULU Live                      | 828        | -           |
| 16 de febrero de 2018      | Lisboa         | Portugal     | Lisboa ao Vivo                | -          | -           |
| 18 de febrero de 2018      | Madrid         | España       | Sala Riviera                  | -          | -           |
| 21 de febrero de 2018      | Ámsterdam      | Países Bajos | Melkweg                       | 1,500      | -           |
| 22 de febrero de 2018      | Berlín         | Alemania     | Columbia Theater              | 1,400      | -           |
| 23 de febrero de 2018      | Varsovia       | Polonia      | Palladium                     | 1,500      | -           |
| 25 de febrero de 2018      | París          | Francia      | Le Trianon                    | 1,091      | -           |
| Total:                     | Total:         | Total:       | Total:                        | -          | -           |